# Берлингтон (Вајоминг)
Берлингтон (енгл. Burlington) град је у америчкој савезној држави Вајоминг.

## Демографија
По попису из 2010. године број становника је 288, што је 38 (15,2%) становника више него 2000. године.
| Група             | 2000.       | 2010.       |
| Белци             | 219 (87,6%) | 245 (85,1%) |
| Афроамериканци    | 0 (0,0%)    | 1 (0,3%)    |
| Азијати           | 0 (0,0%)    | 1 (0,3%)    |
| Хиспаноамериканци | 25 (10,0%)  | 40 (13,9%)  |
| Укупно            | 250         | 288         |